# نيكولا رادوجيتشيتش (كرة سلة)
نيكولا رادوجيتشيتش مواليد 11 سبتمبر 1986 في بلغراد، جمهورية صربيا الاشتراكية، هو لاعب كرة سلة صربي. بدأ مسيرته الاحترافية في سنة 2007. لعب مع نادي دومجاله لكرة السلة في موسم 2007–2008، ثم لعب مع نادي روستاوي لكرة السلة في موسم 2008–2009، ثم لعب مع إم زد تي سكوبيه في سنة 2009.

## روابط خارجية
- نيكولا رادوجيتشيتش (كرة سلة) على موقع كرة السلة الأوروبية.كوم (الإنجليزية)
- نيكولا رادوجيتشيتش (كرة سلة) على موقع ريلجم (الإنجليزية)
- نيكولا رادوجيتشيتش (كرة سلة) على موقع بروبوليرز (الإنجليزية)